# Baileyville (Maine)
Baileyville ist eine Town im Washington County des Bundesstaates Maine in den Vereinigten Staaten. Im Jahr 2020 lebten dort 1318 Einwohner in 784 Haushalten auf einer Fläche von 108,55 km².

## Geographie
Nach dem United States Census Bureau hat Baileyville eine Gesamtfläche von 108,55 km², von der 96,22 km² Land sind und 12,33 km² aus Gewässern bestehen.

### Geographische Lage
Baileyville liegt im Osten des Washington Countys und grenzt an das Albert County, Kanada. Mehrere Seen grenzen an das Gebiet der Town. Im Norden liegt der Grand Falls Flowage. Er ist mit dem im Osten liegenden Woodland Flowage durch den St. Croix River verbunden, der in südöstlicher Richtung fließt und später im Atlantischen Ozean mündet. Im Süden grenzt der Meddybemps Lake an das Gebiet. Die Oberfläche ist eben, der 177 m hohe Rye Hill ist die höchste Erhebung auf dem Gebiet der Town.

### Nachbargemeinden
Alle Entfernungen sind als Luftlinien zwischen den offiziellen Koordinaten der Orte aus der Volkszählung 2010 angegeben.
- Norden: North Washington, Unorganized Territory, 28,3 km
- Nordosten: Little Ridge, Albert County, Kanada
- Osten: St. Stephen (New Brunswick), Kanada
- Südosten: Baring, 15,0 km
- Süden: Meddybemps, 16,2 km
- Südwesten: Alexander, 11,0 km
- Westen: Princeton, 8,0 km
- Nordwesten: Passamaquoddy Indian Township Reservation, 18,5 km

### Stadtgliederung
In Baileyville gibt es mehrere Siedlungsgebiete: Kelleyland, North Baileyville, Whiddens Farm, Woodland und Woodland Junction.

### Klima
Die mittlere Durchschnittstemperatur in Baileyville liegt zwischen −7,8 °C (18 °F) im Januar und 20,6 °C (69 °F) im Juli. Damit ist der Ort gegenüber dem langjährigen Mittel der USA um etwa 9 Grad kühler. Die Schneefälle zwischen Oktober und Mai liegen mit bis zu zweieinhalb Metern mehr als doppelt so hoch wie die mittlere Schneehöhe in den USA; die tägliche Sonnenscheindauer liegt am unteren Rand des Wertespektrums der USA.

## Geschichte
Das Gebiet der späteren Town wurde nach der Vermessung als Township No. 7 Eastern Division, Bingham’s Penobscot Purchase (T7 ED BPP) bezeichnet. Als Town wurde Baileyville am 19. Februar 1828 organisiert. Teile von Princeton wurden im Jahr 1847 hinzugenommen.
Baileyville liegt an der Bahnstrecke Calais–Princeton. Der Streckenabschnitt, an dem Baileyville liegt, ist stillgelegt, andere Abschnitte werden noch im Güterverkehr bedient.

### Einwohnerentwicklung
| Volkszählungsergebnisse – Town of Baileyville, Maine | Volkszählungsergebnisse – Town of Baileyville, Maine | Volkszählungsergebnisse – Town of Baileyville, Maine | Volkszählungsergebnisse – Town of Baileyville, Maine | Volkszählungsergebnisse – Town of Baileyville, Maine | Volkszählungsergebnisse – Town of Baileyville, Maine | Volkszählungsergebnisse – Town of Baileyville, Maine | Volkszählungsergebnisse – Town of Baileyville, Maine | Volkszählungsergebnisse – Town of Baileyville, Maine | Volkszählungsergebnisse – Town of Baileyville, Maine | Volkszählungsergebnisse – Town of Baileyville, Maine |
| Jahr                                                 | 1800                                                 | 1810                                                 | 1820                                                 | 1830                                                 | 1840                                                 | 1850                                                 | 1860                                                 | 1870                                                 | 1880                                                 | 1890                                                 |
| ---------------------------------------------------- | ---------------------------------------------------- | ---------------------------------------------------- | ---------------------------------------------------- | ---------------------------------------------------- | ---------------------------------------------------- | ---------------------------------------------------- | ---------------------------------------------------- | ---------------------------------------------------- | ---------------------------------------------------- | ---------------------------------------------------- |
| Einwohner                                            |                                                      |                                                      |                                                      | 189                                                  | 329                                                  | 431                                                  | 363                                                  | 377                                                  | 376                                                  | 226                                                  |
| Jahr                                                 | 1900                                                 | 1910                                                 | 1920                                                 | 1930                                                 | 1940                                                 | 1950                                                 | 1960                                                 | 1970                                                 | 1980                                                 | 1990                                                 |
| Einwohner                                            | 215                                                  | 1137                                                 | 2243                                                 | 2017                                                 | 2018                                                 | 1821                                                 | 1863                                                 | 2167                                                 | 2188                                                 | 2031                                                 |
| Jahr                                                 | 2000                                                 | 2010                                                 | 2020                                                 | 2030                                                 | 2040                                                 | 2050                                                 | 2060                                                 | 2070                                                 | 2080                                                 | 2090                                                 |
| Einwohner                                            | 1686                                                 | 1521                                                 | 1318                                                 |                                                      |                                                      |                                                      |                                                      |                                                      |                                                      |                                                      |

## Wirtschaft und Infrastruktur

### Verkehr
Der U.S. Highway 1 verläuft in westöstlicher Richtung durch die Town und verbindet sie mit Calais im Osten. Durch den Süden des Gebietes verläuft die Maine State Route 9.

### Öffentliche Einrichtungen
Es gibt keine medizinischen Einrichtungen in Baileyville. Die nächstgelegenen befinden sich in Calais.
In Baileyville befindet sich die Woodland public library an der Maine Street.

### Bildung
Baileyville gehört mit Lee, Springfield und Webster zum MSAD 30 und bildet mit Cooper, Grand Lake Stream, Meddybemps, Princeton, Talmadge, Waite, Winn, Lakeville, Carroll Plantation, Macwahoc Plantation und Reed Plantation das Eastern Maine Area School System - AOS 90. Neben anderen Aufgaben gehört speziell die Bildung zu den Organisationsaufgaben des Bezirks. Im Schulbezirk werden folgende Schulen angeboten:
- Lee Winn Elementary School in Winn, mit Schulklassen von Kindergarten bis zum 4. Schuljahr
- Woodland Elementary School in Baileyville, mit Schulklassen von Pre-Kindergarten bis zum 6. Schuljahr
- Princeton Elementary School in Princeton, mit Schulklassen von Pre-Kindergarten bis zum 8. Schuljahr
- East Range II CSD School in Topsfield, mit Schulklassen von Pre-Kindergarten bis zum 8. Schuljahr
- Mt. Jefferson Jr. High School in Lee, mit Schulklassen vom 5. bis zum 8. Schuljahr
- Woodland Jr - Sr High School in Baileyville, mit Schulklassen vom 8. bis zum 12. Schuljahr

Zudem die private High School Lee Academy, die 1845 gegründet wurde und auch einen Internatsteil besitzt.

## Persönlichkeiten

### Söhne und Töchter der Stadt
- Althea Currier (* 1941), Schauspielerin

### Persönlichkeiten, die vor Ort gewirkt haben
- Johnny Hiland (* 1975), Blues- und Country-Musiker